# بوغلمش
بوغلمش هي قرية في مقاطعة شاهين دج، إيران. يقدر عدد سكانها بـ 10 نسمة بحسب إحصاء 2016.